# Umma (islam)

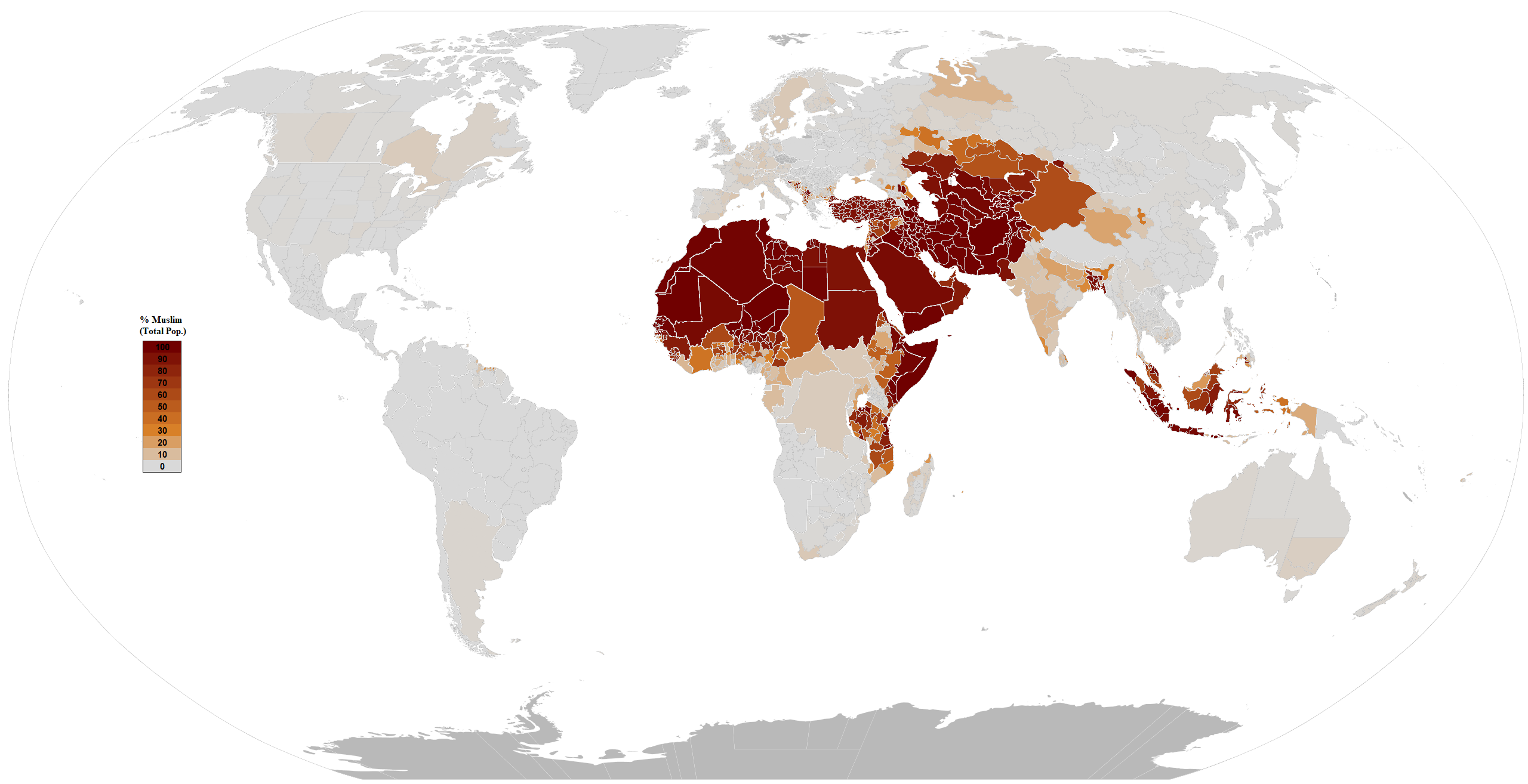
Percentuale di musulmani nelle varie suddivisioni amministrative di primo livello degli Stati del mondo (dati del 2022)

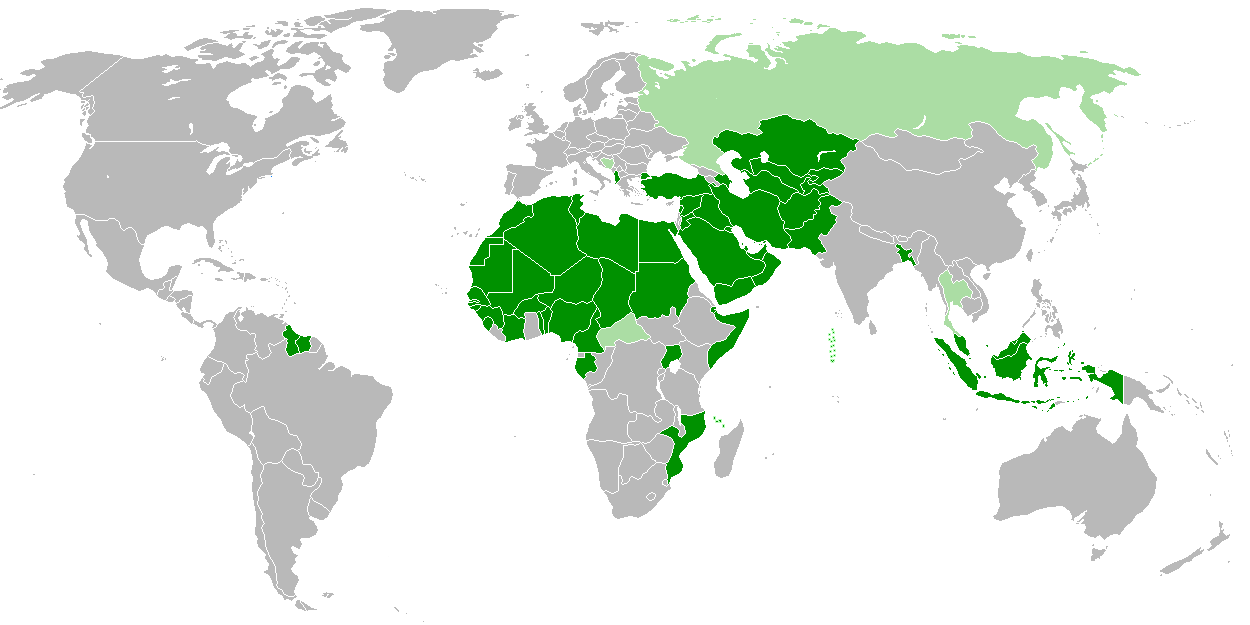
Stati che aderiscono alla Organizzazione della cooperazione islamica

Nell'Islam, il termine umma (in arabo أمّة‎? umma, 'comunità', 'nazione', 'etnia') designa primariamente la comunità di fedeli (intesa quale «comunità di musulmani»), senza alcun significato etnico-linguistico-culturale.

## Unioni e fratture nei califfati
Con questo nome si indicò fin dall'inizio la prima organizzazione politica dei fedeli musulmani che a Medina (all'epoca Yathrib) vide nel 622 d.C. la luce grazie all'azione del profeta Maometto. La nozione di umma, tuttavia, non sempre impedì divisioni anche gravi, prodotte da dibattiti teologici da rivalità etniche e politiche. La prima rottura della umma si ebbe nel VII secolo con i kharigiti, quindi con l'affermazione nell'VIII secolo dell'Emirato omayyade (poi Califfato) di al-Andalus e infine, nel 910, quando il fatimide Ubayd Allah al-Mahdi si proclamò guida universale (Imam) contro il califfato abbaside di Baghdad. La conseguenza fu l'opposizione di due logiche di successione: da un lato, presso i Fatimidi, l'Imam-Califfo doveva essere discendente di ʿAlī e di Fātima; dall'altro vi erano coloro che accettavano come Califfo qualsiasi musulmano, anche se era preferibile che appartenesse alla tribù meccana dei Banu Quraysh.
Questa divisione ricorda esattamente la rottura più antica tra i sostenitori di ʿAlī ibn Abī Ṭālib e il resto dei musulmani, che si verificò al momento di designare il quarto califfo: da un lato, appunto, ʿAlī, cugino e genero del profeta Maometto, appartenente come lui al clan dei Banū Hāshim; dall'altro Muʿāwiya ibn Abī Sufyān, appartenente al clan rivale dei Banū Umayya, dal quale prenderà origine la dinastia califfale Omayyade. Durante questa disputa i kharigiti rifiutarono il carattere dinastico del titolo di califfo, dovendo costui essere scelto a loro parere come il migliore tra i musulmani.
Ufficialmente il califfato sunnita finì nel 1258 quando i Mongoli distrussero Baghdad e misero a morte l'ultimo califfo abbaside di Baghdad e Samarra (al-Musta'sim). Ufficiosamente il califfato è rimasto in vita in mano ai Sultani ottomani fino al 1924, anno in cui Mustafa Kemal Atatürk lo dissolse. Questo califfato turco era male tollerato da una parte del mondo arabo, ma riusciva a mantenere un'unità non meramente di facciata nel mondo musulmano. Si propone oggi come erede del califfato l'Organizzazione della cooperazione islamica (almeno nei territori non russi o cinesi), con il segretario generale eletto (come i califfi rashidun).